# 2012—2013年南太平洋熱帶氣旋季
2012－13年南太平洋熱帶氣旋季，泛指在2012年7月至2013年6月內的任何時間，於南太平洋所產生的熱帶氣旋。大部份於南太平洋的熱帶氣旋通常都會於11月至4月期間形成。
本條目的範圍僅侷限於赤道以南，東經160度以東的南太平洋水域。在南太平洋產生的熱帶氣旋是由斐济和新西兰命名，而美国聯合颱風警報中心會把在該地區的熱帶低氣壓的編號以P字母作結。
以下各熱帶氣旋資訊以熱帶氣旋存在期間的最強形態為準。

## 熱帶氣旋

### 強烈熱帶氣旋埃文（Evan）
氣旋埃文（Cyclone Evan）於13日掠過薩摩亞導致2人死亡，首都阿皮亞洪水泛濫、停電及供水中斷。14日下午遠離薩摩亞向斐濟移動，並於16日晚侵襲斐濟。

### 強烈熱帶氣旋福瑞達（Freda）
2012年12月28日20:00UTC，斐濟氣象局將熱帶低氣壓05F升格為1級熱帶氣旋並命名為Freda（福瑞達）。12月29日0:00UTC該熱帶氣旋已離開斐濟海域進入澳大利亞海域，斐濟氣象局於2:00UTC升格為2級熱帶氣旋並發出最後的擾動諮文。同日12:00UTC福瑞達再次進入斐濟海域，斐濟氣象局再次發出警報並將福瑞達升格為強烈熱帶氣旋。

### 強烈熱帶氣旋加里（Garry）
1月15日一個熱帶擾動在萬那杜北方海面生成，斐濟編號為09F，並朝東前進，1月18日JTWC評級為MEDIUM，1月20日JTWC發出TCFA同日晚上升格為10P，1月21日下午斐濟命名為Garry（加里），1月25日達到顛峰但不久進入強風切區，加里中心逐漸與對流分離，1月27日JTWC與斐濟相繼任定其轉化為溫帶氣旋。

### 熱帶氣旋海利（Haley）
2月7日一低壓區發展，斐濟編號為14F，2月9日JTWC編號為93P，同日JTWC評級為MEDIUM後又發出TCFA，2月10日命名為Haley（海利），同日到達顛峰，晚間開始受到乾空氣、強風切及低海水影響，海利對流快速減弱，隔日JTWC與FMS相繼發出最後報告。

### 強烈熱帶氣旋桑德拉（Sandra）
3月9日為於澳大利亞海域的熱帶氣旋桑德移入南太平洋海域，並且在下午開出一個明顯的風眼，3月10日晚間斐濟將強度調升為100節，3月11日逐漸受到乾空氣影響，桑德拉稍為減弱並且逐漸略過新喀里多尼亞以西海域(3月12日)，3月13日中心已外露嚴重，3月14日JTWC認定轉化，3月15日紐西蘭也認定轉化。

## 其他熱帶氣旋
除了被命名的熱帶氣旋外，還有一些沒被命名的熱帶低氣壓和被聯合颱風警報中心認為是熱帶風暴的熱帶氣旋。以下列出那些熱帶氣旋的資料。

## 風暴名稱
本年未用名稱以灰色表示，黑體字表示今年已經使用過，粗體名稱表示該風暴活躍中，橙色表示下一個即將使用的熱帶氣旋名稱。
| - Evan - Freda - Garry - Haley | - Ian（未用） - June（未用） - Kofi（未用） - Lusi（未用） - Mike（未用） - Nute（未用） |

## 內部連結
- 2012年太平洋颱風季
- 2012年太平洋颶風季
- 2012年大西洋颶風季
- 2012年北印度洋氣旋季
- 2013年太平洋颱風季
- 2013年太平洋颶風季
- 2013年大西洋颶風季
- 2013年北印度洋氣旋季
- 2012－2013年西南印度洋熱帶氣旋季
- 2012－2013年澳洲地區熱帶氣旋季

## 外部連結
- World Meteorological Organization
- Fiji Meteorological Service (RSMC Nadi)
- Meteorological Service of New Zealand (TCWC Wellington)（页面存档备份，存于）
- Joint Typhoon Warning Center (JTWC)（页面存档备份，存于）